# 溫井續宗
溫井續宗（1513年－1555年）是日本戰國時代武將。能登畠山氏的家臣。官位是兵庫助。兒子有溫井景隆、三宅長盛。被最初的主君畠山義續賜予偏諱而改名為續宗。

## 生平
續宗是溫井總貞的嫡男。輔助父親擊倒遊佐氏並掌握畠山氏的實權，但是因為在1555年父親被主君畠山義綱（義續的嫡男）討殺，與兒子景隆一同逃往加賀國。
後來叔父續基和綱貞以與溫井氏有深厚關係的三宅氏為中心來集結反義綱派的勢力，擁立一族中的畠山晴俊並發動謀反，但是在戰鬥中被討死（弘治之內亂）。